# Лакербая, Леонид Иванович
Леонид Иванович Лакербая (абх. Леонид Лакербаиа; род. 1 января 1947, Кутаиси, Грузинская ССР) — абхазский политический деятель, Премьер-министр Республики Абхазия с 2011 по 2014 годы.

## Биография
Родился в семье ветерана Великой Отечественной войны.
В 1975 году окончил Московский автомобильно-дорожный институт. В 1975—1985 годах работал на автопредприятиях Абхазской АССР. В 1985—1991 годах — директор экспериментального завода быстрозамороженных продуктов «Гагра». В 1991—1996 и 2000—2002 годах — депутат парламента Абхазии.
С декабря 1992 по апрель 1995 года — первый вице-премьер правительства Абхазии. С июня 1995 по август 1996 года — министр иностранных дел.
В эпоху Владислава Ардзинбы принадлежал к числу альтернативно мыслящих умов, абхазских оппозиционеров первой волны. В эту когорту входили политики Станислав Лакоба, Александр Анкваб, злодейски убитые в 2000 году юрист Зураб Ачба, а в 2004 году — общественный деятель Гарри Айба; правозащитница Нателла Акаба, писатель Алексей Гогуа, художник Нугзар Логуа, скульптор Амиран Адлейба, учёные Олег Дамения, Ирина Агрба, Валерий Бигуаа, Далила Пилия и другие. Этих весьма разных людей объединяло неприятие бюрократического властного клана, сосредоточившего в своих руках все имеющиеся в Абхазии ресурсы и управленческие рычаги.
Лакербая — один из основателей демократического оппозиционного движения в Абхазии.
С 2002 — сопредседатель общественно-политического движения «Айтайра» («Возрождение»), лидером и идеологом которого являлся Александр Анкваб.
С 2005 — вице-премьер правительства Абхазии в Кабинете Александра Анкваба.
С 17 июля 2011, дня регистрации Александра Анкваба кандидатом в президенты Абхазии — руководитель его избирательного штаба.
27 сентября 2011 года назначен Премьер-министром Республики Абхазия.
В мае 2014 года в Абхазии начался внутриполитический кризис. 29 мая парламент республики, собравшийся в неполном составе (но при наличие кворума), объявил вотум недоверия главе правительства. Сам Лакербая объявил о готовности при необходимости уйти в отставку, пояснив, что ни одна должность не стоит кровопролития. Однако президент Анкваб отказался увольнять премьера. В последний день мая парламент Абхазии утвердил нового исполняющего обязанности президента Абхазии Валерия Бганбу.  1 июня ушёл в отставку президент Анкваб, 2 июня о сложении полномочий заявил и Лакербая.
В июле 2014 года, в ходе подготовки к назначенным на 24 августа президентским выборам, Лакербая возглавил избирательный штаб председателя службы госбезопасности РА, генерал-майора Аслана Бжании, о поддержке кандидатуры которого заявил экс-президент Анкваб. После поражения Бжании на выборах и увольнения сторонников Анкваба с правительственных постов Лакербая отошёл от политической деятельности, перестал появляться на публике и контактировать с коллегами по госслужбе, некоторое время вёл замкнутый образ жизни.
Восстановив силы за год после майских событий, Лакербая в мае 2015 посетил Москву, где провёл ряд консультаций, обсудил с экс-президентом Анквабом, представителями российской и абхазской общественности текущую политическую ситуацию в Абхазии и возможные меры по преодолению кризиса власти. 
В 2015 году Лакербая вернулся к политической деятельности, принял участие в мероприятиях Блока оппозиционных сил, предложил дать политико-правовую оценку событий мая 2014 года, когда, по его мнению, произошло «попрание Конституции». Выступив с умеренной критикой режима в Абхазии, Лакербая призвал власть «чётко исполнять свои обязанности», однако дистанцировался от прозвучавших на форуме оппозиции 24 декабря 2015 года требований самороспуска парламента Абхазии и отставки президента Р. Хаджимбы.
12 марта 2017 года баллотировался в депутаты Народного собрания — парламента Абхазии, до избрания не хватило 12 голосов.
Леонид Лакербая постоянно живёт в Гудауте. У него трое взрослых детей — двое сыновей и дочь.